# Marjo Korander
Marjo Korander (* 19. November 1981) ist eine ehemalige finnische Skilangläuferin.

## Werdegang
Korander, die für den Vihdin Viesti startete, lief im Dezember 2001 in Kajaani erstmals im Continental-Cup und belegte dabei den 24. Platz im Sprint. Ihr Debüt im Skilanglauf-Weltcup hatte sie im März 2002 in Lahti, das sie auf dem 43. Platz über 10 km Freistil beendete. In der Saison 2004/05 kam sie bei sechs Teilnahmen beim Scandinavian-Cup, viermal unter die ersten Zehn. Dabei holte sie über 5 km klassisch in Sundsvall ihren ersten und einzigen Sieg im Scandinavian-Cup und errang über 10 km Freistil in Lapinlahti den dritten Platz. Zum Saisonende belegte sie damit den dritten Platz in der Gesamtwertung. Im März 2005 holte sie in Oslo mit dem 30. Platz über 30 km klassisch ihren ersten und einzigen Weltcuppunkt. In der folgenden Saison erreichte sie im Scandinavian-Cup mit fünf Top-Zehn-Platzierungen, darunter Platz drei über 10 km Freistil in Skellefteå, den siebten Platz in der Gesamtwertung. Ihr 14. und damit letztes Weltcuprennen absolvierte sie im November 2006 in Kuusamo über 10 km klassisch, welches sie aber vorzeitig beendete. Anfang Januar 2009 wurde sie Zehnte über 50 km klassisch beim Vasaloppet China. Korander nahm zudem von 2002 bis 2009 an FIS-Rennen teil. Dabei holte sie drei Siege.

## Siege bei Continental-Cup-Rennen
| Nr. | Datum            | Ort       | Disziplin      | Serie            |
| --- | ---------------- | --------- | -------------- | ---------------- |
| 1.  | 19. Februar 2005 | Sundsvall | 5 km klassisch | Scandinavian-Cup |